# Джеффрі Локвуд
Джеффрі Алан Локвуд (англ. Jeffrey Alan Lockwood, народився 1960) — письменник та професор природничих та гуманітарних наук Університету Вайомінгу. Він писав як документальні науково-популярні твори, так і роздуми на різноманітні теми. За свої твори він отримав Пулітцерівську премію та Медаль Джона Бероуза.